# Suitcase 2: American Superdream Wow
| Recensione | Giudizio |
| ---------- | -------- |
| Allmusic   | [ 1 ]    |
| Pitchfork  | [ 2 ]    |

Suitcase 2: American Superdream Wow è il quarto cofanetto di album musicali del gruppo americano Guided by Voices; è una raccolta di cento brani inediti e venne pubblicato dalla Fading Captain Series nel 2005 solo in CD.

## Tracce
La numerazione dei dischi e dei brani continua dal precedente box, Suitcase: Failed Experiments and Trashed Aircraft; i dischi sono numerati dal 5 all'8 e le canzoni dal 101 al 200; ogni canzone è accreditata con un nome di gruppo immaginario.
Disc 5:
1. "The Plague"  -  This Ream   – 1:34
2. "Terror Of Living"  -  Rocket Head   – 2:38
3. "Ragged Enzymes"  -  The Golden Pickle   – 0:29
4. "Hey John, Bees"  -  Your Charming Proposal   – 1:08
5. "Wim Dials"  -  Searing Tonight   – 1:52
6. "Billy Ray Human"  -  Somewhere Sometime   – 3:04
7. "Milko Waif"  -  If You Think It's Easy   – 1:00
8. "Wig Stomper"  -  His Spacetruck Is Strange   – 2:11
9. "Child Of Joe"  -  Tin Can Laughter   – 2:55
10. "7 Feet Of Sunshine"  -  Sacred Space   – 2:07
11. "Bore Co."  -  Soul Flyers   – 3:07
12. "Throne"  -  Gods Of Richard   – 1:32
13. "Scott Joy"  -  It's Only Up To You   – 2:19
14. "Ax"  -  Dancing With The Answers   – 4:06
15. "Devron Zones"  -  Waiting For Your Touch   – 1:44
16. "Milko Waif"  -  Soggy Beavers   – 0:45
17. "The Bug-Eyed Mums"  -  Invisible Train To Earth   – 1:53
18. "Seraphim Barf"  -  Stingy Queens   – 3:20
19. "Karma Yeah"  -  Something For Susan In The Shadows   – 2:18
20. "Heavy River"  -  Sinister Infrared Halo   – 4:05
21. "Herkimer Mohawk"  -  Happy At The Drag Strip   – 2:08
22. "Apes In The Window"  -  Arms   – 2:03
23. "Yummy Ropes"  -  Solid Gold Animal Collection   – 1:46
24. "Some Are Bullets In Dreams"  -  Beach Towers   – 4:24
25. "Bleep Bleep F*ck"  -  Cosmic Clown   – 1:05

Disc 6:
1. "Timid Virus"  -  I Am Decided   – 2:12
2. "Mutts U.K."  -  Tainted Angels With Butter Knives   – 2:24
3. "Brainbow"  -  What About The Rock?   – 6:43
4. "Scott Joy"  -  Pack Of Rolling Papers   – 0:26
5. "The One Too Many"  -  Telephone Town   – 2:41
6. "The Pukes"  -  Hey, I Know Your Old Lady   – 0:48
7. "Dale Frescamo"  -  Headache Revolution   – 1:19
8. "Stumpy In The Ocean"  -  Every Man   – 2:16
9. "Milko Waif"  -  Alibible   – 1:37
10. "Ben Zing"  -  I Can't Help But Noticing   – 2:20
11. "Red Faced Rats"  -  Mannequin's Complaint   – 2:09
12. "U B Hitler"  -  Zarkoff's Coming   – 1:35
13. "Acid Ranch"  -  Supersonic Love Funky Love Gun   – 2:18
14. "The Bad Babies"  -  Perch Warble [Studio Version]   – 1:28
15. "Scott Joy"  -  You're Not The Queen Anymore   – 1:24
16. "Throne"  -  Ivanhoe   – 1:01
17. "Herkimer Mohawk"  -  How Can You?   – 1:53
18. "Shoot'em"  -  The Lodger Carried A Gun   – 2:47
19. "Modular Dance Units"  -  Metro XVI   – 1:47
20. "Milko Waif"  -  My Dream Making Machine   – 1:22
21. "Usually To Death"  -  Mustard Man   – 4:18
22. "Wheels Pig Harvey"  -  Alone In Time   – 1:10
23. "The Plexigrall Bee-hive"  -  Dusty Bushworms [Different Version]   – 3:22
24. "Wheels Pig Harvey"  -  Free It   – 1:14
25. "Christopher Lightship"  -  Are You Faster? [Demo]   – 3:42

Disc 7:
1. "The Fake Organisms"  -  A Proud And Booming Industry [Different Version]   – 2:25
2. "We Too Bark"  -  Two Or Three Songs   – 2:20
3. "Milko Waif"  -  Little Games   – 1:03
4. "Ax"  -  Daughter Of The Gold Rush   – 4:58
5. "Leon Lemans"  -  Color Coat Drawing   – 3:48
6. "Silent Knife"  -  Learning To Burn   – 1:32
7. "Howling Wolf Orchestra"  -  A Minute Before The Evil Street   – 1:00
8. "The Needmores"  -  I'd Choose You   – 3:55
9. "Wavo"  -  You're Killin' Me   – 1:40
10. "Lectricalroo"  -  Old Friend   – 2:05
11. "Devron Zones"  -  She Don't Shit (No Golden Bricks For Me)   – 0:51
12. "Milko Waif"  -  I Have A Hard Heart   – 0:53
13. "The One Too Many"  -  Shoddy Clothes   – 4:08
14. "The Plague"  -  Sordid Forst   – 2:08
15. "The Needmores"  -  Shake It Out   – 2:01
16. "The Accidental Texas Who"  -  Cowboy Zoo   – 1:45
17. "Peter Built Bombs"  -  Soul Barn   – 3:16
18. "Modular Dance Units"  -  Phase IV (Rise Of The Ants)   – 3:22
19. "Burial Wind"  -  Piece   – 1:09
20. "Sucko"  -  Lonely Town   – 2:46
21. "Wavo"  -  Do Be   – 1:02
22. "Academy Of Crowsfeet"  -  Boston Spaceships   – 2:44
23. "Scott Joy"  -  Drugs & Eggs   – 2:32
24. "Stumpy In The Ocean"  -  That Ain't No Good   – 2:31
25. "Alvin Haisles"  -  Immediate Frozen Lookalikes   – 0:43

Disc 8:
1. "7 Feet Of Sunshine"  -  Madroom Assistance   – 2:31
2. "Man of Dimension" - Praying Man vs. Bo Diddley  – 1:59
3. "Alvin Haisles"  -  Nerve Gas   – 0:47
4. "The Fun Punk 5"  -  Do The Ball   – 1:21
5. "Peter Built Bombs"  -  The Issue Presents Itself   – 2:52
6. "The Banana Show"  -  Leprechaun Catfish Fighter   – 0:29
7. "Leon Lemans"  -  Child   – 3:12
8. "Howling Wolf Orchestra"  -  Invisible Exercise   – 2:00
9. "Carl Goffin"  -  All Around The World   – 1:39
10. "Alvin Haisles"  -  Late Night Scamerica   – 1:51
11. "Stumpy In The Ocean"  -  A World Of My Own   – 2:50
12. "Milko Waif"  -  She's The One   – 0:56
13. "7 Dog 3"  -  Daddy's In The State Pen   – 1:58
14. "The One Too Many"  -  Cox Municipal Airport Song   – 2:25
15. "Gene Autrey's Psychic"  -  Scare Me No. 3   – 1:18
16. "Manimal"  -  Grope   – 2:33
17. "God's Little Lightning Bolt"  -  Heavy Crown   – 2:13
18. "Wim Dials"  -  So Roll Me Over   – 1:12
19. "The Inbrids"  -  Home By Ten   – 2:38
20. "Milko Waif"  -  Come Make My Shadow   – 1:39
21. "The One Too Many"  -  Paper Girl [Different Version]   – 1:46
22. "Yummy Ropes"  -  Jimmy's Einstein Poster   – 0:50
23. "Hot Skin Apartment"  -  My Only Confection   – 1:45
24. "Otim Grimes"  -  Groundwork   – 2:59
25. "The Fun Punk 5"  -  Bye Bye Song   – 2:47